# Paperjam
Paperjam est un magazine économique et financier mensuel national édité par l'entreprise indépendante Maison Moderne.

## Histoire
Le magazine Paperjam est fondé en juin 2000, il est écrit à la fois en langue française et en langue anglaise.
Selon une enquête d'opinion de l'Institut luxembourgeois de recherches sociales et d'études de marchés (Ilres) qui s’est déroulée en deux vagues auprès des seuls résidents au Luxembourg, de mi-septembre 2021 à fin juin 2022, le lectorat de Paperjam comprend 57 200 individus de 15 ans et plus soit 10,5 % de la population totale. Toujours selon Ilres, ce lectorat est porté à 102 000 individus en incluant la population des travailleurs frontaliers.
En 2024, Maison moderne annonce renforcer Paperjam aux dépens de Delano (lb), revue anglophone du même groupe qui met fin à son édition papier, Paperjam devenant officiellement bilingue. En parallèle, Paperjam lance Paperjam Next sur le modèle de Brut.

## Direction
Mike Koedinger en est le fondateur, le CEO, et l'actuel directeur des publications.

## Diffusion
Paperjam est tiré à 20 000 exemplaires tous les mois.